# Tom Naylor
Thomas Keith « Tom » Naylor, né le 28 juin 1991 à Sutton-in-Ashfield, est un footballeur anglais. Il joue au poste de défenseur ou milieu de terrain au Chesterfield FC.

## Biographie

### Carrière en club
En octobre 2010, il est envoyé en prêt par Mansfield Town pour un mois à Alfreton Town.
En novembre 2011, il signe à Derby County un contrat pour un prêt de six semaines avant de rendre le transfert permanent en janvier.
Le 11 février 2013, il revient à Derby County suite à ces trois mois de prêt à Bradford City AFC.
Le 22 février 2013, il rejoint en prêt jusqu'en mai soit jusqu'à la fin de la saison, Grimsby Town,.
Mi-août 2013, il rejoint Newport County pour un prêt jusqu'à janvier. Derby et Newport parviennent à se mettre d'accord pour prolonger le prêt du joueur jusqu'à la fin de la saison,.
Il rejoint, en septembre 2014, pour un mois le Cambridge United,.
Le 28 juillet 2015, il s'engage avec le club de Burton Albion où il signé un contrat de deux ans, club de League Two (quatrième division) pour deux saisons. Avec cette équipe, il obtient deux promotions successives. Début janvier 2018, il a été nommé dans « l'équipe de la semaine » de l'EFL après avoir marqué son troisième but en quatre matchs.
Le 8 juin 2018, il rejoint Portsmouth pour un contrat de trois ans.
Le 11 juin 2021, il rejoint Wigan Athletic où il sera sous contrat durant trois ans. Fin juillet 2022, il effectue et fête son 500e matchs de sa carrière. En juin 2023, il quitte le club de Wigan Athletic pour rejoindre un autre club anglais.
Le 1er juillet 2023, il rejoint Chesterfield où il signe un contrat de trois ans,.

## Palmarès

### En club
- Champion d'Angleterre de de troisième division en 2022 avec Wigan
- Champion de football League Two (quatrième division) en 2015 avec Burton Albion
- Vainqueur de la EFL Trophy en 2019 avec Portsmouth
- Finaliste de la EFL Trophy en 2020 avec Portsmouth
- Vainqueur de la National League (D5) en 2024 avec Chesterfield FC